# Myrine
Myrine is een geslacht van kreeftachtigen uit de klasse van de Malacostraca (hogere kreeftachtigen).

## Soorten
- Myrine acutidens (Ihle, 1918)
- Myrine kessleri (Paul'son, 1875)